# Итыкит (приток Ангаракана)
Итыкит — река в России, протекает по западу Муйского района Бурятии. Устье реки находится в 30 км по левому берегу реки Ангаракан, на территории Северомуйского городского поселения.

## Название
Возможные варианты происхождения названия:
- от эвенк. итыкит— «место совершения обрядов, табуированный олень, место табуирования оленей» (Топоформант -кит образует от глагольных основ имена существительные со значением места, времени и процесса действия, чаще оформляет глагольные основы, чем именные, обозначая место постоянного действия);
- от якут. ытык— «почтенный, священный»;
- также, возможно, что в основе якут. этэг— «стойбище».

## Гидрография
Длина реки составляет 14 км.
Начало берёт на юго-восточном склоне одной из гор южной части Северо-Муйского хребта на высоте, примерно, 1900 метров над уровнем моря. От истока течёт преимущественно на северо-восток, север. На 6 км от устья, в месте впадения правого притока Вертолетный, поворачивает на северо-запад. Протекает по горной частично лесной местности. Впадает в Ангаракан по левой стороне на высоте 799 метров над уровнем моря, в 1 км северо-западнее снесенного посёлка Тоннельный. Примерно, в 4 км от устья Итыкит пересекает Чёртов мост Северомуйского обхода Байкало-Амурской магистрали.

## Данные водного реестра
По данным государственного водного реестра России относится к Ангаро-Байкальскому бассейновому округу, водохозяйственный участок реки — Бассейны малых и средних притоков средней и северной части озера Байкал. Речной бассейн реки — Бассейны рек средней и северной части озера Байкал от восточной границы бассейна реки Ангара до северо-западной границы бассейна реки Баргузин.